# Komponentenessen
Komponentenessen ist ein Verfahren für Angebot und Auswahl von Speisen in der Gastronomie, das in der Gemeinschaftsverpflegung Anwendung findet. Dabei werden keine fertigen Menüs aus Hauptgericht, Gemüse und Nachtisch angeboten, sondern Kunden können sich ihr Menü individuell jeweils mehreren Angeboten für Hauptgericht, Gemüse und Nachtisch – eben den Komponenten – zusammenstellen.
Vorteil für Teilnehmer an Gemeinschaftsverpflegung ist die höhere Flexibilität in der Auswahl, was die Kundenzufriedenheit steigert. Für Betreiber von Kantinen bieten Komponentenessen die Möglichkeit, bei gleichbleibender Qualität Kosten zu senken, da die zubereiteten Mengen genauer an das zu erwartende Auswahlverhalten angepasst werden können.
Üblich sind Komponentenessen in Kantinen, in Schulspeisung und in der Mensa. Die Bundeswehr führte Komponentenessen versuchsweise 1995 ein.

## Beispiel
Das Komponentenessen einer Mensa besteht aus einem Hauptgericht und drei Komponenten:
- Hauptgericht: Schweineschnitzel oder Gemüseauflauf
- Beilage 1 (Gemüsebeilage): Gurkensalat oder Leipziger Allerlei
- Beilage 2 („Sättigungsbeilage“): Pommes frites oder Reis
- Nachtisch: Schokoladenpudding oder Vanilleeis

Der Kunde hat bei jeder Komponente eine Wahlmöglichkeit oder kann einzelne Komponenten auch ganz weglassen.